# Nannilam
Nannilam es una ciudad y nagar Panchayat situada en el distrito de Tiruvarur en el estado de Tamil Nadu (India). Su población es de 12618 habitantes (2011). Se encuentra a 13 km de Tiruvarur y a 53 km de Thanjavur.

## Demografía
Según el censo de 2011 la población de Nannilam era de 12618 habitantes, de los cuales 6370 eran hombres y 6248 eran mujeres. Nannilam tiene una tasa media de alfabetización del 89,05%, superior a la media estatal del 80,09%: la alfabetización masculina es del 93,76%, y la alfabetización femenina del 84,24%.